# Insulární kortex

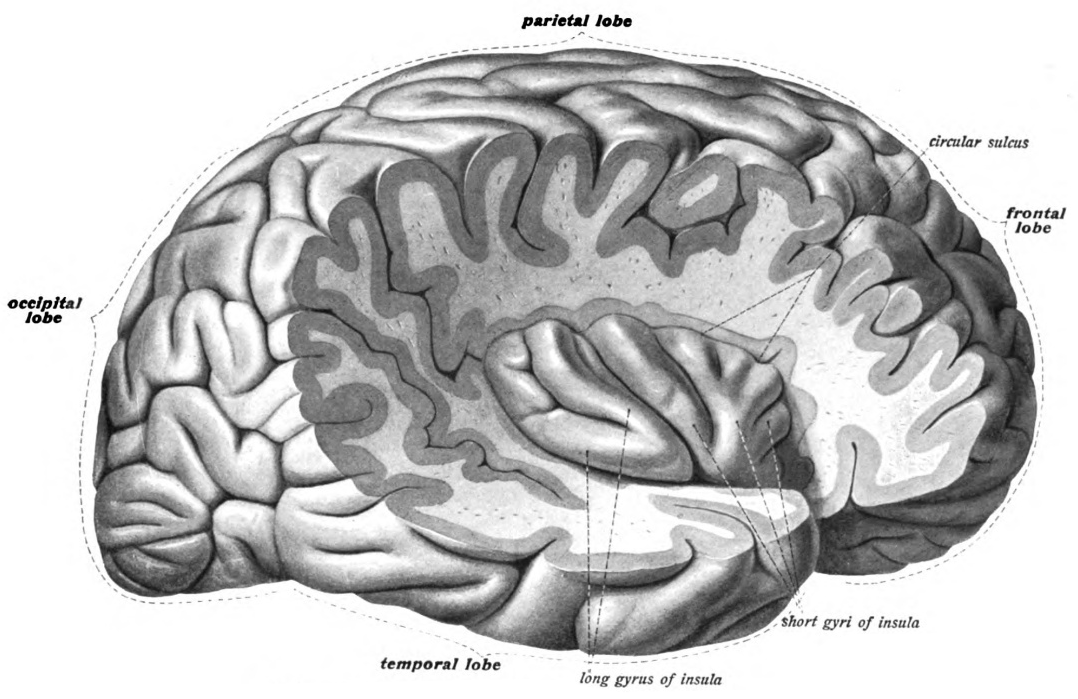
Insulární kortex (insula, uprostřed)

V každé hemisféře mozku savce je insula n. insulární kortex n. insulární lalůček jako část mozkové kůry mozku složená hluboko v laterálním sulku (trhlině oddělující temporální lalok od parietálních a frontálních laloků).
Předpokládá se, že se insula podílí na vědomí a má různé funkce související obvykle s emocemi nebo regulací homeostázy těla. Mezi tyto funkce patří soucit a empatie, vnímání, motorická kontrola, sebeuvědomění, kognitivní funkce a interpersonální zkušenosti. Ve vztahu k nim se podílí na psychopatologii.

## Struktura
Insula je rozdělena do dvou částí: větší přední a menší zadní oblast, ve které bylo identifikováno více než dvanáct oblastí. Kortikální oblast překrývající insulu směrem k bočnímu povrchu mozku je operculum (překl. víko ). Operculum je tvořeno z částí obklopujících frontálních, temporálních a parietálních laloků.

### Připojení
Přední část insuly je rozdělena mělkými sulci do tří nebo čtyř krátkých gyri.
Přední insula přijímá přímou projekci z bazální části ventrálního středního jádra thalamu a zvláště velký vstup z centrálního jádra amygdaly. Kromě toho přední insula sama projektuje na amygdalu.
Jedna studie na opicích odhalila rozšířené vzájemné vazby mezi insulárním kortexem a téměř všemi subnuklei amygdaloidního komplexu. Zadní insula směřuje převážně k dorzálnímu aspektu laterálního a centrálního amygdaloidního jádra. Naproti tomu přední insulární projece směřuje k přední amygdaloidní oblasti, stejně jako k mediálnímu, kortikálnímu, pomocnému bazálnímu magnocelulárnímu, mediálnímu bazálnímu a laterálnímu amygdaloidnímu jádru.
Zadní část insuly je tvořena tzv. dlouhým gyrem.
Zadní insula se vzájemně spojuje se sekundárním somatosenzorickým kortexem a přijímá vstup ze spinothalamicky aktivovaných ventrálních zadních horních thalamických jader. Bylo také prokázáno, že tato oblast přijímá vstupy z ventromediálního jádra (zadní část) thalamu, které jsou vysoce specializované na zprostředkování homeostatických informací, jako je bolest, teplota, svědění, místní stav kyslíku a smyslný dotek.
Studie zaměřená na zobrazování neuroimagingu pomocí difuzního tenzoru ukázala, že přední insula je propojena s oblastmi v temporálním a okcipitálním laloku, operálním a orbitofrontálním kortexu, trojúhelníkových a operačních částech horního frontálního gyrusu. Stejná studie odhalila rozdíly v anatomickém spojení mezi levou a pravou hemisférou.
Kruhový sulcus insuly (nebo Reilův sulcus ) je půlkruhový sulcus oddělující insulu od sousedních gyrů opercula vpředu nahoře a vzadu.

### Cytoarchitektura
Insulární kortex má oblasti variabilní buněčné struktury nebo cytoarchitektury, které se mění z granulované v zadní části na agranulární v přední části.insula také přijímá diferenciální kortikální a thalamický vstup podél své délky. John Allman a jeho kolegové ukázali, že přední insulární kortex obsahuje populaci neuronů, nazývanou vřetenové neurony. Tito jsou také nazvaní von Economovy neurony, identifikované jako charakteristika výrazného subregionu, agranulární frontální insuly.

### Vývoj
Inzulární kortex je považován některými za samostatný lalok telencephalonu. Jiné zdroje vidí insula jako součást temporálního laloku. Někdy je také přiřazován k limbickým strukturám hluboko v mozku do limbického laloku. Jakožto paralimbická kůra se insulární kůra považuje za strukturu evolučněrelativně starou .

## Funkce

### Multimodální smyslové zpracování, smyslová vazba
Funkčně zobrazovací studie ukazují. že se insula aktivuje při úlohách audio-vizuální integrace.

### Sebevnímání
Existují důkazy o tom, že kromě svých základních funkcí může insula hrát roli v určitých funkcích vyšší úrovně, které fungují pouze u lidí a ostatních hominidů. Vřetenové neurony , jež se nalézají ve vyšší hustotě v pravém frontálním insulárním kortexu, vyskytují se také v přední cingulární kůře, což je další oblast, která dosáhla vysoké úrovně specializace u velkých lidoopů. Někteří spekulovali, že tyto neurony jsou zapojeny do kognitivně–emocionálních procesů, jež jsou specifické pro primáty, včetně velkých lidoopů, jako je empatie a metakognitivní emocionální pocity. To je podpořeno funkčními zobrazovacími výsledky, které ukazují, že struktura a funkce pravé čelní inzuly koreluje se schopností cítit vlastní srdeční tep, nebo se vcítit do bolesti ostatních. Zdá se, že tyto funkce nejsou odlišné od funkcí insuly na nižší úrovni, ale vyvstávají v důsledku role insuly v předávání homeostatické informace do vědomí. Pravá přední izolace napomáhá vzájemnému vnímání stavů těla, jako je schopnost měřit vlastní tep. Větší pravý přední ostrovní objem šedé hmoty navíc koreluje se zvýšenou přesností v tomto subjektivním smyslu vnitřního těla as negativním emocionálním prožitkem. To je také zapojené do kontroly krevního tlaku, zvláště během a po cvičení, a jeho aktivita se mění s množstvím úsilí osoby věří, že on / ona je vyvíjející se.

### Význam
Funkční neuroimagingový výzkum naznačuje, že insula je zapojena do dvou typů salience. Interoceptivní zpracování informací, které spojuje interoception s emocionálním výkyvem pro generování subjektivní reprezentace těla. To zahrnuje, nejprve, přední insulární kortex s pregenual předním cingulate kortexem ( Brodmann oblast 33 ) a přední a zadní střední cingulate cortices, a, za druhé, obecná síť salience zaujatá environmentálním sledováním, výběrem odezvy a orientací skeletomotorového těla. to zahrnuje všechny ostrovní kůry a střední cingulate kortex.
Alternativní nebo možná doplňující návrh je ten, že pravý přední insulární reguluje interakci mezi významem selektivní pozornosti vytvořené k dosažení úkolu (dorzální systém pozornosti) a významem vzrušení vytvořeného tak, aby se zaměřil na relevantní část životního prostředí ( systém ventrální pozornosti). Tato regulace vynalézavosti může být zvláště důležitá při náročných úkolech, kde může být únava únavná a způsobit tak neopatrné chyby, ale pokud je příliš mnoho vzrušení, riskuje to, že se stane špatným výkonem změnou v úzkost.

## Klinický význam

### Progresivní expresivní afázie
Progresivní expresivní afázie je zhoršení funkce normálního jazyka, která způsobuje, že jednotlivci ztrácejí schopnost plynule komunikovat a zároveň jsou schopni porozumět jednotlivým slovům a neporušenému jinému ne-lingvistickému poznání. To je nalezené v paletě degenerativních neurologických stavů včetně Pickovy nemoci, nemoci motorického neuronu, kortikobasal degenerace, frontotemporal demence a Alzheimerovy nemoci. To je spojováno s hypometabolism a atrofií levé přední insulární kůry.

### Závislost
Řada funkčních studií zobrazujících mozek ukázala, že insulární kortex je aktivován, když jsou osoby užívající drogy vystaveny environmentálním pokynům, které vyvolávají chuť k jídlu. To bylo prokázáno u řady léčiv, včetně kokainu, alkoholu, opiátů a nikotinu. Navzdory těmto nálezům byla v literatuře o drogových závislostech ignorována izolace, možná proto, že není známo, že by byla přímým cílem mezokortikálního dopaminového systému, který je ústředním bodem současných teorií závislosti na závislosti na dopaminu. Výzkum publikovaný v roce 2007 ukázal, že kuřáci cigaret trpící poškozením ostrovní kůry, například mrtvicí, mají svou závislost na cigaretách prakticky vyloučeni. Bylo zjištěno, že tito jedinci jsou až 136krát více vystaveni narušení závislosti na kouření než kuřáci s poškozením v jiných oblastech. Narušení závislosti bylo doloženo vlastními změnami chování, jako je odvykání kouření méně než jeden den po poranění mozku, odvykání kouření s velkou lehkostí, opětovné kouření po odvykání od kouření a žádné nutkání pokračovat v kouření od ukončení kouření. Studie byla prováděna v průměru osm let po mrtvicích, což otevírá možnost, že vzpomínky by mohly ovlivnit výsledky. Nedávnější prospektivní studie, které překonají toto omezení, potvrdily tato zjištění Toto naznačuje významnou roli pro ostrovní kůru v neurologických mechanismech, které jsou základem závislosti na nikotinu a jiných drogách, a učinil by tuto oblast mozku možným cílem pro nové léky proti závislosti. Toto zjištění navíc naznačuje, že funkce zprostředkované izolací, zejména vědomé pocity, mohou být zvláště důležité pro udržení drogové závislosti, ačkoliv tento pohled není zastoupen v žádném moderním výzkumu ani v recenzích tohoto tématu.
Nedávná studie na potkanech Contreras et al. potvrzuje tato zjištění tím, že ukazuje, že reverzibilní inaktivace izolace narušuje amfetaminem podmíněné místo preferencí, zvířecí model touhy vyvolané cue. V této studii inaktivace izolací také narušila "malátnost" reakce na injekci chloridu lithného, což naznačuje, že reprezentace negativních interceptivních stavů izolací hraje roli v závislosti. V této studii se však upřednostňovala podmínka podmíněného místa bezprostředně po injekci amfetaminu, což naznačuje, že je to bezprostřední, příjemné interoceptivní působení podávání amfetaminu, spíše než opožděné, averzivní účinky abstinenčního amfetaminu, které jsou zastoupeny v izolaci..
Model navrhl Naqvi et al. (viz výše) je, že izolace uchovává reprezentaci příjemných interoceptivních účinků užívání drog (např. smyslové účinky nikotinu na dýchací cesty, kardiovaskulární účinky amfetaminu) a že tato reprezentace je aktivována expozicí narážkami, které byly dříve spojené s užíváním drog. Řada funkčních zobrazovacích studií ukázala, že během podávání léků zneužívajících léčiva se má aktivovat izolace. Několik funkčních zobrazovacích studií také prokázalo, že izolace je aktivována, když jsou uživatelé drog vystaveni návykům na léky, a že tato aktivita koreluje se subjektivními nutkáním. Ve studiích cue-exposure je aktivita isola vyvolána, když nedochází ke skutečné změně hladiny léčiva v těle. Namísto pouhého reprezentování interoceptivních účinků užívání léků, jak se vyskytuje, může hrát izolace roli v paměti pro příjemné interoceptivní účinky užívání drog v minulosti, očekávání těchto účinků v budoucnu nebo obojí. Taková reprezentace může vést k vědomým nutkáním, která mají pocit, jako by vycházely z těla. To může vést k tomu, že se závislí budou cítit, jako by jejich těla potřebovali užívat lék, a mohou mít za následek, že osoby s lézemi v hlášeních o insuficienci uvedou, že jejich těla zapomněla na nutkání používat podle této studie.

### Subjektivní jistota při extatických záchvatech
Společná kvalita v mystických zkušenostech je silný pocit jistoty, který nelze vyjádřit slovy. Fabienne Picard navrhuje neurologické vysvětlení této subjektivní jistoty, založené na klinickém výzkumu epilepsie. Podle Picarda, tento pocit jistoty může být způsoben dysfunkcí přední izolace, částí mozku, která je zapojena do interoception, sebereflexe a vyhýbání se nejistotě ohledně vnitřních reprezentací světa „předvídáním rozlišení“. nejistoty nebo rizika “. Toto vyhýbání se nejistotě funguje prostřednictvím srovnání předpokládaných stavů a skutečných stavů, tj. "Signalizace, že nerozumíme, tj. Že existuje nejednoznačnost." Picard poznamenává, že "pojem vhledu je velmi blízký pojmu jistoty" a odkazuje na Archimédovu "Eureku!" Picard předpokládá, že během extatických záchvatů srovnání mezi předpokládanými stavy a skutečnými stavy již nefunguje a že nesoulad mezi předpokládaným stavem a skutečným stavem již není zpracováván, blokuje „negativní emoce a negativní vzrušení vyplývající z prediktivní nejistoty“, která bude prožívána jako emocionální důvěru. Picard dospěl k závěru, že "jeho vedení může vést k duchovní interpretaci v některých jedincích."

### Jiné klinické stavy
Předpokládá se, že insulární kortex má úlohu v úzkostných poruchách, poruchách regulace emoce a mentální anorexii.

## Historie
Insula byla poprvé popsána Johannem Christianem Reilem při popisu kraniálních a spinálních nervů a plexi. Henry Gray v Grayově anatomii je zodpovědný za to, že je znám jako ostrov Reil.

## Další obrázky

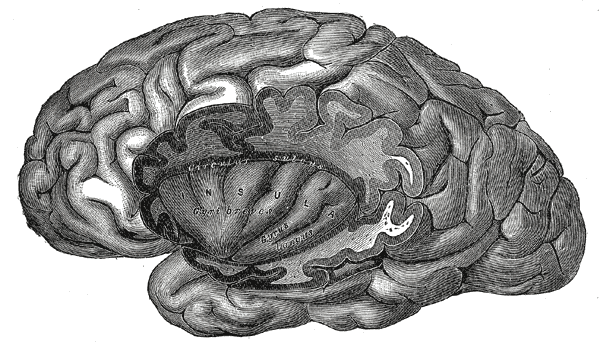
Insula levé strany, odkrytá odstraněním operkuly.
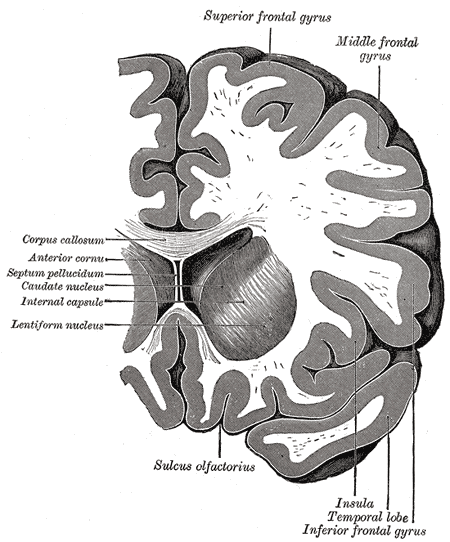
Koronální řez přes přední kornu laterálních komor.
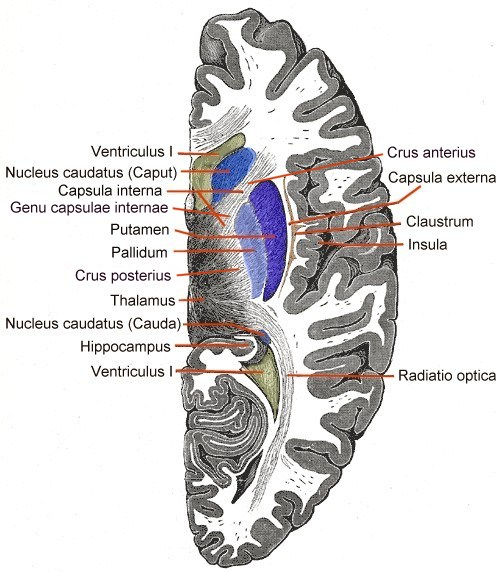
Horizontální řez levou mozkovou hemisférou.